# Associazione Sportiva Giana Erminio
Maillots
Actualités
L’Associazione Sportiva Giana Erminio, plus souvent Giana Erminio ou la Giana est le club de football de Gorgonzola fondé en 1909.
Elle porte les couleurs noir-blanc-bleu et participe au championnat de Serie C en 2025-2026.

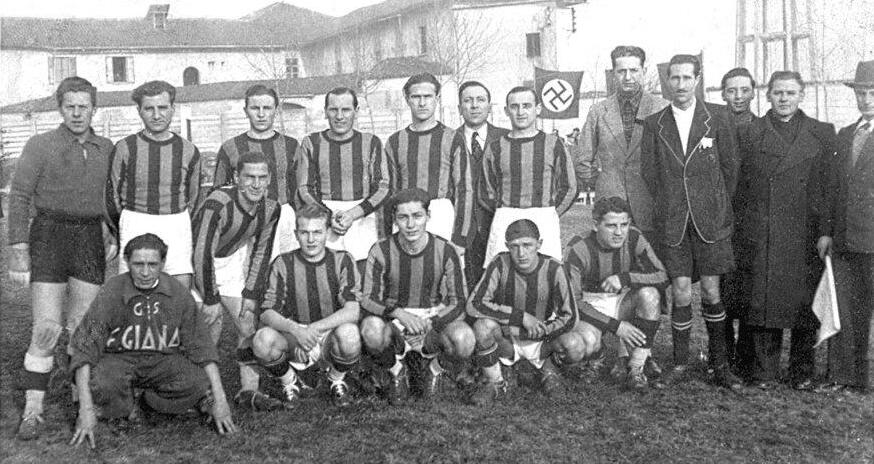
L'équipe du G.S. Erminio Giana en 1939

## Histoire
Le club a été fondé en 1909 puis a été refondé en 1931. Le club a toujours évolué dans les basses divisions italiennes (excellenza, Série D etc.. ). 
Lors de la saison 2022-2023, le club atteint la finale de la Coppa Italia série D. 

## Changements de nom
- 1909-1931 : Unione Sportiva Argentia
- 1931-1933 : Unione Sportiva Gorgonzola
- 1933-1945 : Gruppo Sportivo Erminio Giana
- 1945-1947 : ENAL Gorgonzola
- 1947-19?? : Associazione Sportiva Erminio Giana
- 19??-2011 : Associazione Sportiva Giana Erminio
- 2011-2014 : Associazione Sportiva Dilettantistica Giana Erminio
- 2014-0000 : Associazione Sportiva Giana Erminio

## Palmarès
Giana Erminio a remporté deux fois la quatrième division (Série D) en 2014 et en 2023. 
Le club a remporté de nombreux championnats régionaux mais n'a jamais évolue plus haut qu'en troisième division (Série C). 

## Stade et infrastructures

### Stade de la Città du Gorgonzola
L'équipe première évolue au Stadio communale de la Città di Gorgonzola basé à Gorgonzola. Le stade peut accueillir 3 766 spectateurs. 